# Camponotus punctulatus
Camponotus punctulatus é uma espécie de inseto do gênero Camponotus, pertencente à família Formicidae.